# Long Day's Journey
Long Day's Journey conocido en América Latina como La Sorpresa del Juego y en España como El Largo Viaje es el noveno episodio de la cuarta temporada de la serie de televisión estadounidense Ángel. El guion del episodio fue escrito por mere Smith y la dirección estuvo a cargo de Terrence O'Hara. Se estrenó en los Estados Unidos el 22 de enero de 2003.
En este episodio la pandilla trata de descifrar las acciones del poderoso demonio "La Bestia" quien al parecer actúa de manera muy anticipada y organizada. Por su parte Gwen regresa a Los Ángeles para ayudar a la pandilla a enfrentarse a la Bestia.  

## Argumento
La pandilla está tratando de rastrear a la bestia mientras al mismo tiempo tratan de descifrar la advertencia que les dio la niña de la alcoba blanca en Wolfram&Hart. Cordelia trata de disculparse con Ángel por haberlo herido por intimidar con Connor, aunque lo hace de una manera un poco fría, ya que se ve más interesada en alentar a Ángel para que detenga a la bestia. El Hyperion es visitado por Gwen Raiden, quien ha regresado a Los Ángeles debido a que su jefe fue asesinado por la bestia. 
Fred descubre que la bestia está siguiendo un patrón: ya que la muerte de la niña de Wolfram& Hart, sumada a la de una chamán y la del jefe de Gwen tienen una sola cosa en común: los tres forman parte de una sociedad antigua de cinco llamada los Ra-Teh; tótems del dios Ra que representan el camino hacia el sol. Dado que solo quedan dos de los tótems vivos, Àngel y Gwen viajan hasta Valle de la Muerte para encontrar al siguiente tótem, pero solo descubren el cadáver del mismo y a Manjet, el último de los Ra-Teh. Manjet, quien prefiere ser llamado Manny, le confirma a la pandilla que la bestia está matando a la orden de Ra-Teh porque tiene planeado bloquear el sol de forma permanente. 
Gwen ofrece su propia guarida como refugio para Manny mientras buscan la manera de derrotar a la bestia. Las cosas empeoran cuando en la guardia de Cordelia y Angel, ambos se quedan dormidos solo para descubrir los restos de Manny. Tras analizar la escena, Angel descubre que la bestia les está arrancando algo a cada tótem y descubre furioso que Gwen ya lo sospechaba, quien decidió guardar silencio al considerar los objetos muy valiosos. Wesley con ayuda de Fred descubre que la bestia necesita los objetos del cuerpo de los tótems para tapar el sol, además de revelar su teoría de que la única forma de deshacerse de la bestia es desterrándolo a otra dimensión.
Aun creyendo que Connor está conectado a la Bestia, la pandilla trata de alcanzar al muchacho en su hogar. No obstante, Connor es encontrado primero por la bestia, quien comienza a realizar el ritual para apagar el sol en la casa de Connor. La pandilla trata de detener al demonio, al enviarlo a otra dimensión pero fracasan y como consecuencia el sol se desvanece en el cielo creando una noche eterna. Antes de escapar victorioso la bestia le suplica a "Ángelus" que unan fuerzas. Cordy llega a la conclusión que la acusación de la niña, fue referida a  Ángelus y que de alguna manera el alter ego demoníaco del noble vampiro está relacionado con el demonio. Ángel lo niega explicando que no recuerda haber sido contactado por la bestia hasta que Wesley sugiere que tal vez para derrotar a la bestia haga falta traer a Ángelus de regreso.

## Elenco

### Principal
- David Boreanaz como Ángel.
- Charisma Carpenter como Cordelia Chase.
- J. August Richards como Charles Gunn.
- Amy Acker como Winifred Burkle.
- Vincent Kartheiser como Connor.
- Alexis Denisof como Wesley Wyndam-Pryce.

## Producción
El episodio fue dedicado a la memoria de Glenn Quinn, el actor que interpretó a Doyle durante 10 episodios de la primera temporada. Quinn falleció el 3 de diciembre de 2002 por una sobredosis de heroína.